# 형태학 (생물학)

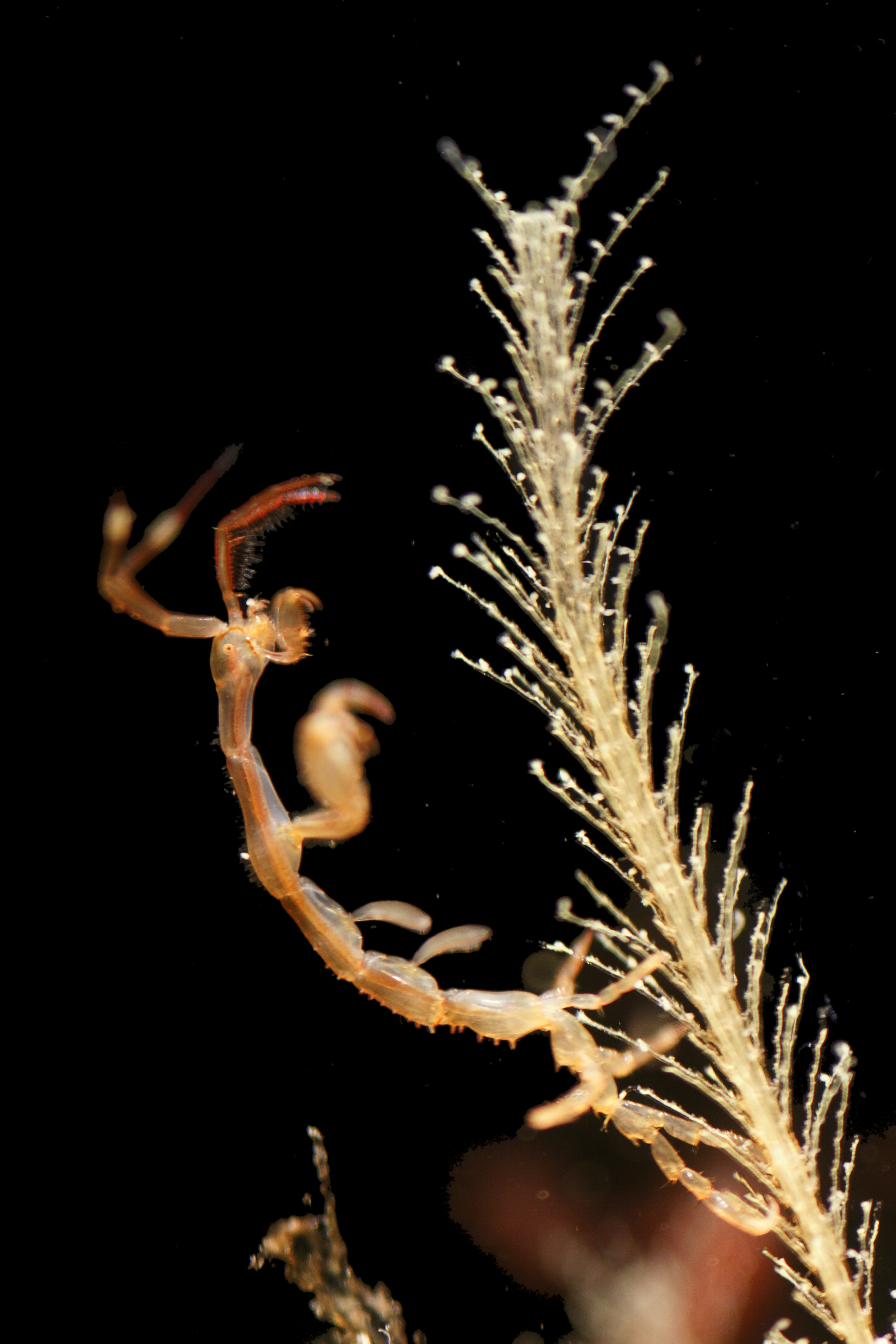

형태학(영어: morphology)은 생물의 구조나 외형을 연구하는 생물학의 한 분야이다.
형태학적인 연구는 생물의 기관이나 조직의 구조를 다루는 해부학, 생물의 형태에 따라 분류하는 분류학 등에 널리 적용된다. 또한 수렴 진화와 같이 진화의 결과를 이해하는 개념에도 적용된다.

## 같이 보기
- 표현형
- 표현형 적응성(Phenotypic plasticity)
- 형태계측(Morphometrics)
- 학문
  - 조직학
  - 표형분류학(Phenetics)
  - 해부학
    - 비교해부학
    - 식물해부학

  - 형태학
    - 곤충형태학(Insect morphology)
    - 식물형태학(Plant morphology)
    - 신경형태학(Neuromorphology)